# Älvrummets naturreservat

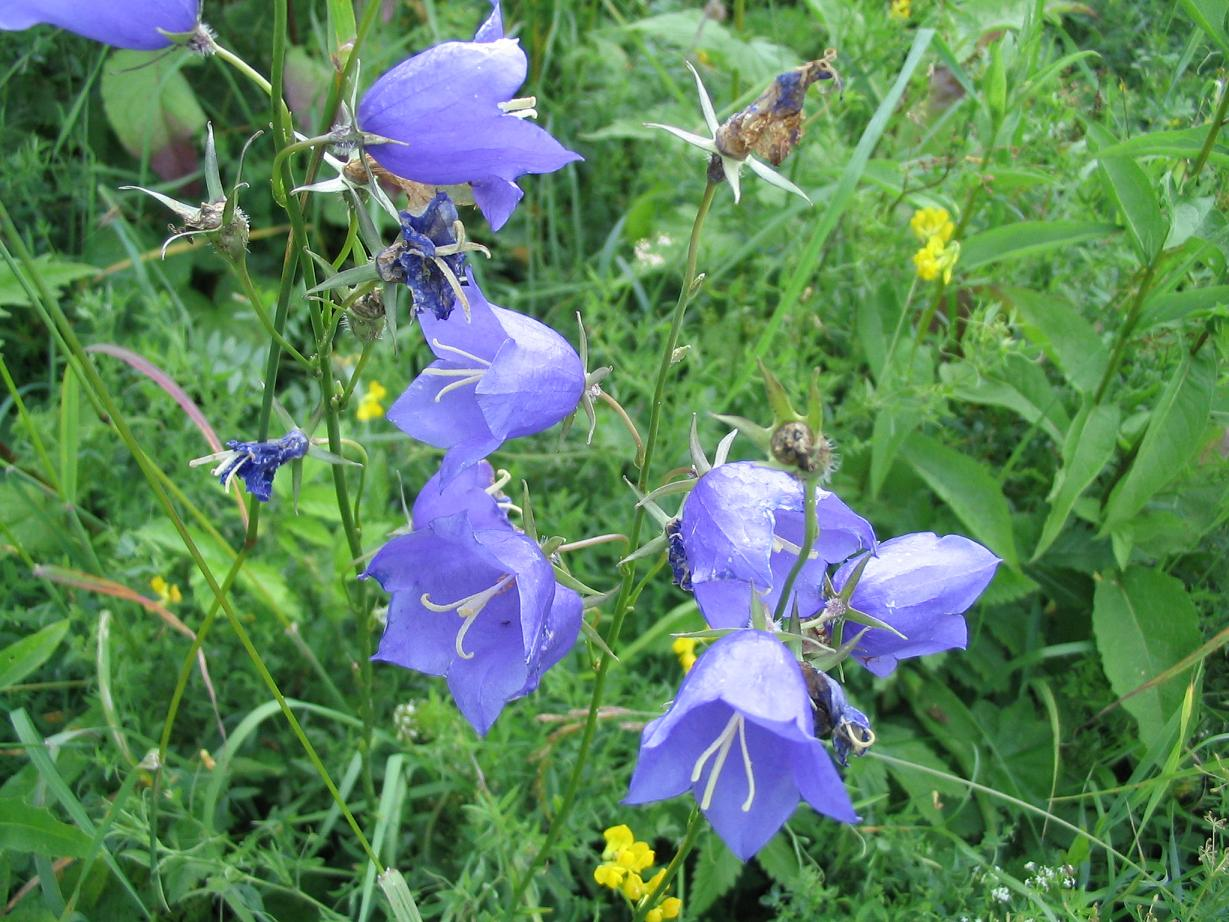
Stor blåklocka

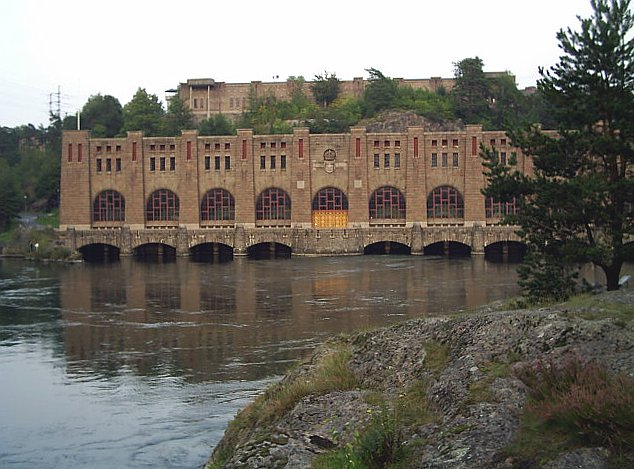
Olidans kraftverk

Älvrummet är ett naturreservat i Naglums socken i Trollhättans kommun i Västra Götalands län.
Reservatet är 61 hektar stort och skyddat sedan 2009. Det utgörs av dalgången som ramar in Göta älv och dess vattenfall. Älvrummet ligger i direkt anslutning till Trollhättans centrum och nås lätt från bl.a. Oscarsbron eller Kopparklinten.
Älvrummet är en sprickdal med stora nivåskillnader mellan dalbotten och den högsta toppen, Kopparklinten. Industrialismen har medfört dramatiska förändringar av landskapet med byggnation av kanaler, slussar, kraftverk och industrier. 
Naturreservatet omfattar två delområden, ett öster och ett väster om älven. 
Öster om älven, i sluttningen ner mot Kärlekens stig, växer örtrik och högvuxen granskog som skapar en vildmarkskänsla. Granskogen övergår mot älven i hällmarker och strandhällar. I markfloran förekommer arter som träjon, lundbräken, blåbär och kruståtel. Närmare älven finns ek, tall, björk och gran. Buskskiktet är där också tätare med arter som häggmispel, en och sälg. I fältskiktet finns kärleksört, stor blåklocka, skogsfibbla, bergglim samt grönvit nattviol.
I sluttningarna väster om älven finns öppna hällar, rasmarker och tvärbranter. Där finns även lundartad lövskog. I rasmarkerna växer arter som murgröna, bergjohannesört, kungsmynta, lundskafting och lundslok. I buskskiktet finns nyponros, stenros och häggmispel. På klippor och träd påträffas intressanta lavar och svampar. I branterna vid Kopparklinten förekommer västlig knotterlav, som här har sin enda kända svenska förekomst. På äldre ekar växer oxtungssvamp, lönnlav och grynig lundlav.
Inom naturreservatet finns stensättningar, hällristningar och två fornborgar. Reservatet är en del av fall och slussområdet, som också innehåller flera värdefulla kulturhistoriska miljöer och byggnader. Hit hör den ståtliga Olidestationen, en av landets största kraftstationer, fyra slussleder och äldre industribebyggelse till exempel Nohab-området. Byggnaderna bildar tillsammans med naturen en intressant helhet.
Naturreservatet förvaltas av Trollhättans kommun.

## Ny slussled
En ny slussled med större slussar planeras (2025), vilken kommer att beröra den södra delen av naturreservatet.
Källor==
- Älvrummet, Länsstyrelsen i Västra Götalands län